# Małgorzata Anna Packalén Parkman
Małgorzata Anna Packalén Parkman, född 7 maj 1952 i Poznań i Polen, är en svensk slavist och professor i polska vid Uppsala universitet samt verksam som översättare och skribent. 

## Biografi
Efter studentexamen vid Karol Marcinkowski-lyceet i Poznań 1971 följde studier i polsk och svensk filologi vid Adam Mickiewicz-universitetet i Poznań. Packalén Parkman avlade filosofie magisterexamen 1977. Under åren 1975–1976 var Packalén Parkman Svenska Institutet-stipendiat i Sverige. 1978 påbörjade Packalén Parkman studier inom litteraturvetenskap och slaviska språk vid Uppsala universitet, Åren 1982–1987 genomgick hon forskarutbildning i slaviska språk och avlade 1987 filosofie doktorsexamen i slaviska språk vid Uppsala universitet. 1997 blev Packalén Parkman docent och 2000 professor vid Uppsala universitet.
Packalén Parkman var 1988–1989 anställd vid Svenska Institutet i Stockholm.
För sin långa och stora insats för att främja kunskap och intresse för Polen tilldelades Packalén Parkman Officerskorset av Republiken Polen Förtjänstorden (2009) samt hedersutmärkelsen Bene Merito (2015).[källa behövs]
2014 tilldelades Packalén Parkman Uppsala universitets pedagogiska pris inom området teologi, humaniora och lärarutbildning.

## Monografier/antologier
- Pokolenie 68. Studium o poezji polskiej lat siedemdziesiątych (Generation 68. Studies in Polish Poetry of the ‘70s. With a summary in English.), Uppsala 1987, 356 s. [doktorsavhandling]
- Pokolenie 68. Studium o poezji polskiej lat siedemdziesiątych (Generation 68. Studies in Polish Poetry of the '70s. With a summary in English.), [2:a omarbetade och uppdaterade upplagan, utg. i Warszawa 1997, av Instytut Badań Literackich Polskiej Akademii Nauk. Seria: Badania Polonistyczne za Granicą (Institute of Literary Research at Polish Academy of Sciences, serie: Foundation Centre for International Polish Studie, Tomus 1, 264 s.]
- Under två kulturers ok. Allmogeskildringar i den polska och svenska 1800- och 1900-talslitteraturen. (Under the yoke of two cultures: Peasant portrayals in Polish and Swedish literature of the 19th and 20th centuries. With a summary in English.), Acta Universitatis Upsaliensis, Studia Slavica Upsaliensia, t. 43, Uppsala 2001, 300 s
- Małgorzata Anna PACKALÉN & Sven GUSTAVSSON (red.): Swedish-Polish Modernism. Literature - Language - Culture. The articles published in this volume were presented at a joint Swedish-Polish conference that took place in Cracow, Poland, April 20–21, 2001. Vitterhets Historie och Antikvitets Akademien, Konferenser 56, Stockholm 2003, 258 s

## Översättningar
- Per Anders Fogelström: Miasto moich marzeń (Mina drömmars stad) (Poznań 1982)
- Vilhelm Moberg: Rodzina Rasków (Raskens) (Poznań, 1987)
- Göran Tunström: Oratorium na Boże Narodzenie (Juloratoriet) (Kraków, 1997)
- Barbro Smeds: "Czwarta i piąta kobieta" ("Den fjärde och femte kvinnan'). I antologin Sześć kobiet szuka reżysera (red. Halina Thylwe, Warszawa 1998), s. 215-132 [?]
- Ebba Witt-Brattström: "Brzydkie dziewczynki, masochizm i bunt: głos współczesnych kobiet" (Fula flickor, masochism och motstånd). I tidskriften Literatura na Świecie (Warszawa), 1998: nr 7-8, s. 364-379